# Llangadfan
Llangadfan è un villaggio del Galles centro-settentrionale, facente parte della contea di Powys (contea storica: Montgomeryshire) e della community di Banwy.

## Etimologia
Il toponimo Llangadfan, attestato per la prima volta nel 1254 nella forma Llandkadvan, significa letteralmente "chiesa di san Cadfan" (Cadfan era un santo vissuto nel VI secolo). La forma attuale Llangadfan è attestata sin dal 1291.

## Geografia fisica

### Collocazione
Llangadfan si trova nella parte settentrionale della contea di Powys, tra Dolgellau e Welshpool (rispettivamente ad est della prima e ad ovest della seconda).

## Storia
Pare che San Cadfan si fosse stabilito nel villaggio prima di diventare abate a Bardsey Island.
Dopo la conquista normanna dell'Inghilterra, nei pressi del villaggio fu costruito un motte e bailey.

## Monumenti e luoghi d'interesse

### Chiesa di San Cadfan
Tra i principali edifici della località vi è la chiesa di San Cadfan, risalente al XV secolo.

### Fonte di San Cadfan
Altro edificio d'interesse del villaggio è la fonte dedicata sempre a San Cadfan e risalente al 1230 circa.

### Abernodwydd Farmhouse
Tra gli edifici d'interesse del villaggio, vi era inoltre un tempo la Abernodwydd Farmhouse, edificio risalente al 1678-1708 e ora trasferito nel St Fagans National History Museum.